# Placeres conyugales
Placeres conyugales es una película, también conocida como Las mujeres los prefieren tontos, coproducción de Argentina y España, en blanco y negro, dirigida por Luis Saslavsky sobre su propio guion escrito en colaboración Abel Santa Cruz según la obra Cada amor tiene su aquel, de Carlos Llopis que se estrenó el 8 de julio de 1964 y que tuvo como protagonistas a Luis Sandrini, Ana María Campoy, Manuel De Sabattini y Diana Maggi.

## Sinopsis
A comienzos de siglo XX una pareja, tras diez años de matrimonio, busca placeres conyugales de los cuales no gozan.

## Reparto
- Luis Sandrini …Raimundo
- Ana María Campoy …Andrea
- Manuel De Sabattini …Rufino Vega
- Diana Maggi …Enriqueta
- Rafael Carret …Nicolás
- Nelly Panizza …Valentina
- Eduardo Cuitiño …Práxedes
- Ámbar La Fox …Julia
- Zulma Faiad …Cló-Cló
- Antonia Herrero …Antonia
- Augusto Codecá …Antón
- Nelly Beltrán …Ofelia
- José María Vilches
- José de Ángelis
- Antonio Martiánez
- Carlos Enríquez …Cátulo
- Cayetano Biondo
- Jesús Pampín
- Rogelio Romano …Marido de Enriqueta
- Susana Mayo …Luisita
- Alfonso Estela …Román
- Enrique Liporace
- Rafael Diserio
- Aída Villadeamigo